# (1732) Heike
(1732) Heike est un astéroïde de la ceinture principale découvert le 9 mars 1943 par l'astronome allemand Karl Wilhelm Reinmuth. Le lieu de découverte est Heidelberg (024). Sa désignation provisoire était 1943 EY.